# Partit Renovador Democràtic
El Partit Renovador Democràtic (portuguès Partido Renovador Democrático) és un partit polític d'Angola. El partit va ser fundat el 16 de desembre de 1990. Els fundadors del PRD havien format part de la direcció de MPLA, però van ser exiliats durant les purgues que van seguir a un fallit cop d'Estat de Nito Alves el 1977. El president del partit és Luis da Silva dos Passos.
El PRD va patir alguns revessos inicials, ja que a les eleccions generals d'Angola de 1992 només va obtenir 2 escons i el seu candidat presidencial només va obtenir l'1,45 % dels vots. L'abril de 1992 el llavors president del partit, Joaquim Pinto de Andrade, el va deixar. Poc després, a l'agost del mateix any, el secretari general, Vicente Júnior, se'n va separar. A les eleccions legislatives d'Angola de 2008 només va obtenir 14.238 vots (0,22 %) i va perdre la representació parlamentària.